# یاماسراتوپس
یاماسراتوپس (نام علمی: Yamaceratops) نام یک گونه از زیرراسته شاخ‌چهرگان است.